# Xenosaga: The Animation
Xenosaga: The Animation é um anime criado pelo Estúdio Toei Animation lançado em 2005, que passou primeiramente no Japão, TV Asahi, em 5 de Janeiro de 2005.
A série é baseada no jogo de PlayStation 2 Xenosaga Episode I: Der Wille zur Macht, embora com muitas mudanças na história.

## História
Durante os últimos quatorze anos, criaturas misteriosas chamadas Gnosis começaram a atacar as colônias de moradias humanas. Acredita-se que seu criador tenha sido Joachim Mizrahi, um cientista que anteriormente ao conflito de Miltia, havia trazido vários avanços tecnológicos. Sabe-se também que a existência dos Gnosis têm algo a ver com o Zohar, um artefato misterioso criado muito antes da série começar. É aí que a história se desenrola, tendo Shion Uzuki como sua protagonista.

## Personagens
No ano de 4768 A.T, a espécie humana ainda existe, sendo eles moradores de colônias de proteção que imitam o extinto planeta Terra, sem contar com uma boa quantidade de Realians (seres criados por Joachim Mizrahi portadores de conhecimentos e sentimentos humanos), andróides, robôs entre outros.
- Shion Uzuki - A engenheira principal da primeira divisão de pesquisa e desenvolvimento de Vector. Shion trabalha no projeto de KOS-MOS e também é especialista em tecnologia de Realians. Porém, durante eventos que acontecem durante a série, Shion se distancia de Vector. Ela tem um papel maior na história do que aparenta.
- KOS-MOS - É um andróide de batalha feminino desenvolvido pela Vector (especialmente por Shion e Kevin Winnicot). Embora seu desenvolvimento estivesse atrasado por conta de incidentes que aconteceram dois anos antes dos acontecimentos do anime, ela torna-se 100% funcional durante o desastre de Woglinde. KOS-MOS tem uma lealdade forte a Shion, que só é sobreposta por comandos de um desconhecido das Indústrias Vector.
- Ziggy - Um ciborgue que deseja se tornar uma máquina completa para não se lembrar do que era ser um humano, ou do seu passado trágico. Ziggurat 8 ajuda MOMO salvando-a do asteróide de U-TIC "Pleroma". As memórias de Ziggy vêm à tona em várias ocasiões.
- MOMO - Realian criada por Joachim Mizrahi, que a modelou com base em sua filha, Sakura. MOMO é capturada pela Organização de U-TIC porque ela possui valiosa informação: A Y-Data. MOMO ajuda Ziggurat 8 logo quando ele a salva de Pleroma e o apelida de Ziggy.
- chaos - Uma figura enigmática que parece ser um adolescente de cabelo prateado (uma cena de retrospecto revela que ele não envelheceu desde o Miltian Conflict). As origens de chaos são desconhecidas. Porém, ele possui o poder misterioso de destruir Gnosis com o toque da mão.
- Jr. - Um U.R.T.V., unidade de papel importante no Conflito de Miltian. Jr. é na verdade um homem preso no corpo de uma criança devido à modificação genética. Atualmente, Jr. é um líder da Fundação de Kukai que é dirigida pelo U.R.T.V. da mesma categoria dele, Gaignun Kukai. Jr. também é conhecido sob o nome de Rubedo, se referindo ao cabelo vermelho dele.
- Jin Uzuki - o irmão mais velho de Shion Uzuki, Jin Uzuki é dono de uma livraria na Segunda Miltia. Porém, ele já foi um chefe da Federação, utilizador de espada, que tentou desvendar a verdade atrás do Conflito de Miltia.

## Músicas
- Tema de encerramento - In The Serenity, Mayumi Gojo

## Lista de Episódios
1. 覚醒, "Awakening"
2. 轟沈, Gōchin, "Immediate sinking of a ship"
3. 邂逅, "Chance Meeting"
4. 死地, "Point of Death"
5. 異形, "Fantastic"
6. 投錨, "Dropping Anchor"
7. エンセフェロン, "Encephalon"
8. 記憶, "Memory"
9. 歌声, "Singing Voice"
10. 兵器, "Weapon"
11. 妄執, "Delusion"
12. "KOS-MOS"